# Дитячі хрестові походи
Дитячі хрестові походи (лат. peregrinatio puerorum) — подія, що відбулася на початку літа 1212 року, коли тисячі дітей, підлітків та дорослих з Франції та Німеччини, на чолі яких був хлопчик Етьєн, вирушили в беззбройний Хрестовий похід у Святу землю. За історичними документами, цей похід обірвався вже на середземноморському узбережжі Італії.

## Передумови

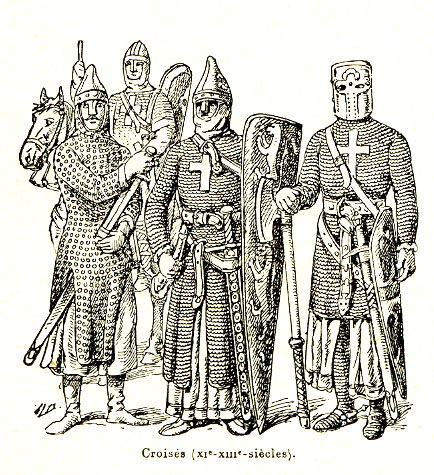
Хрестоносці

Хрестоносці йшли в Палестину, щоб вигнати турків, які захопили Єрусалим — священне місто християн. 1096 рік став роком початку хрестових походів. Існували перекази, згідно з якими в Єрусалимі знаходився гроб Ісуса Христа. Щоб звільнити цю найбільшу християнську святиню, до Єрусалима прямували тисячі озброєних хрестоносців. Полотняні хрести на одязі означали, що ця війна буде священною, релігійною. Її метою було вигнання мусульман, яких називали в ті часи іновірцями, з усіх священних місць Палестини. Але ця війна мала й інші цілі.

## Хрестові походи

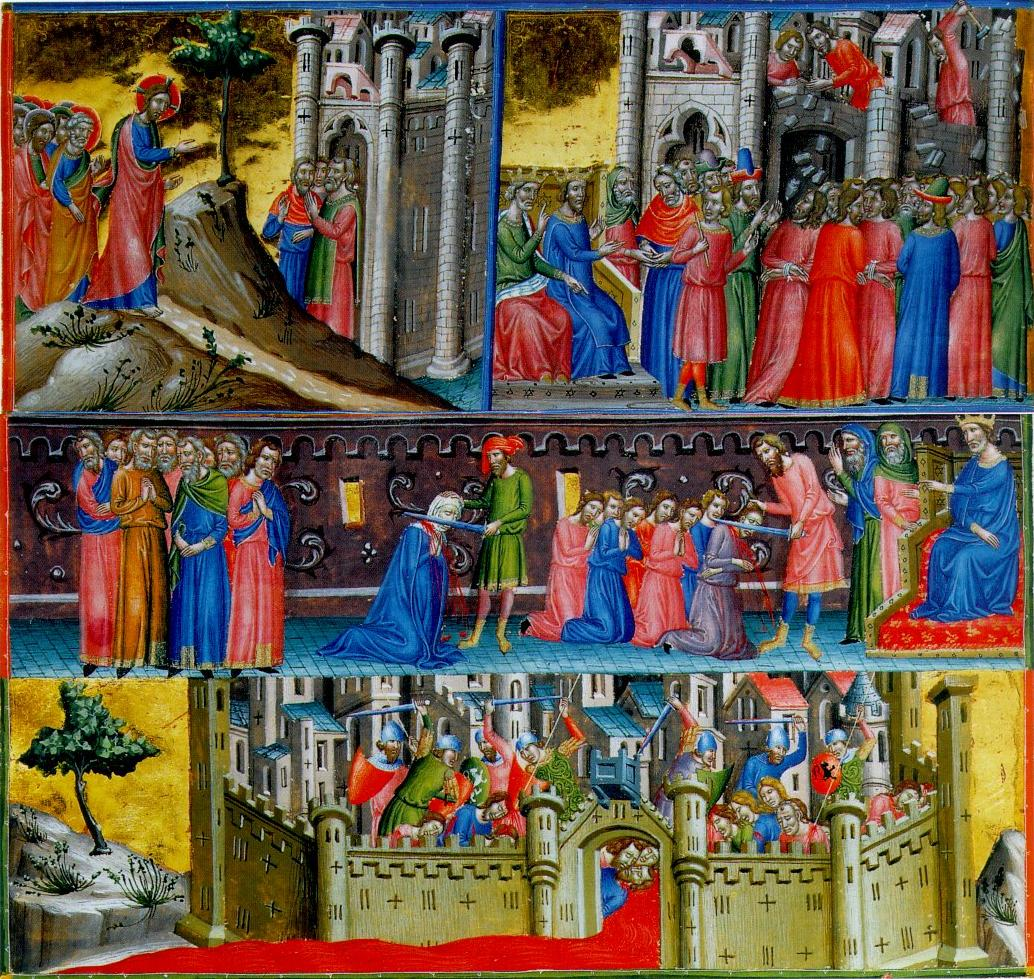
Християн дратував мусульманський фанатизм

Тільки прості люди вірили у священний зміст війни. Феодали розуміли, що війна принесе їм багатство. Як відомо, до XI століття західноєвропейська земля була власністю церковних і світських феодалів. За звичаєм, успадковувати землю могли тільки старші сини феодалів. Відповідно, молодші й середні не могли мати землі, але дуже хотіли її здобути. Тому хрестовий похід був для них можливістю отримати таку бажану землю. До того ж католицька церква справедливо побоювалася за свої володіння, які могли відняти феодали. Для неї хрестовий похід став виходом із ситуації, тим більше, що церковникам допомагали пілігрими, які поверталися з далеких мандрівок. Вони поширювали чутки про багатство східних земель, якими й скористалися римські папи.

## Селяни
Селяни спочатку теж брали участь у хрестових походах, їм жилося дуже важко через постійні утиски феодалів та голод. Церковники, бажаючи набрати якомога більше воїнів, усіляко вмовляли бідноту терпіти всі випробування, нібито послані їм Богом за невідомо які гріхи. Ченці робили все можливе, щоб утримати селян, переконували їх у неодмінній перемозі над іновірцями. І тоді Бог обов'язково повинен був полегшити важку долю бідноти. Церква обіцяла селянам прощення гріхів і місце в раю.
Нелегко жилося селянам удома, важко довелося й у походах. Уже перший хрестовий похід забрав життя десятків тисяч бідняків. I тільки деяким з них довелося дістатися Єрусалима. У 1099 році хрестоносцям удалося захопити Єрусалим, а також інші прибережні міста Палестини й Сирії, але всі багатства Святої землі (так називали тоді європейці Палестину) перейшли не селянам, а, звичайно ж, лицарям і великим феодалам. Тут були засновані нові держави. Селяни, які прийшли разом з феодалами й лицарями, повернулися ні з чим. Надалі селяни менш охоче брали участь у наступних хрестових походах.

## Висновки походів
XII століття стало століттям утримання хрестоносцями захоплених ними територій, їм не раз доводилося ставати під свої прапори, щоб спробувати змусити супротивника забратися. Однак усі їхні спроби були приречені на невдачу. На початку XIII століття німецькі, французькі й італійські лицарі вчетверте вирушили у хрестовий похід, почувши заклик папи Інокентія III. Але прямували вони не проти іновірців, а вирішили захопити християнську державу Візантію. Виявилося, що всі фрази про порятунок «Гробу Господнього» нічого не варті, тому що лицарі не тільки захопили столицю Візантії Константинополь, але й повністю розграбували її.

## Франція й дитячі хрестові походи

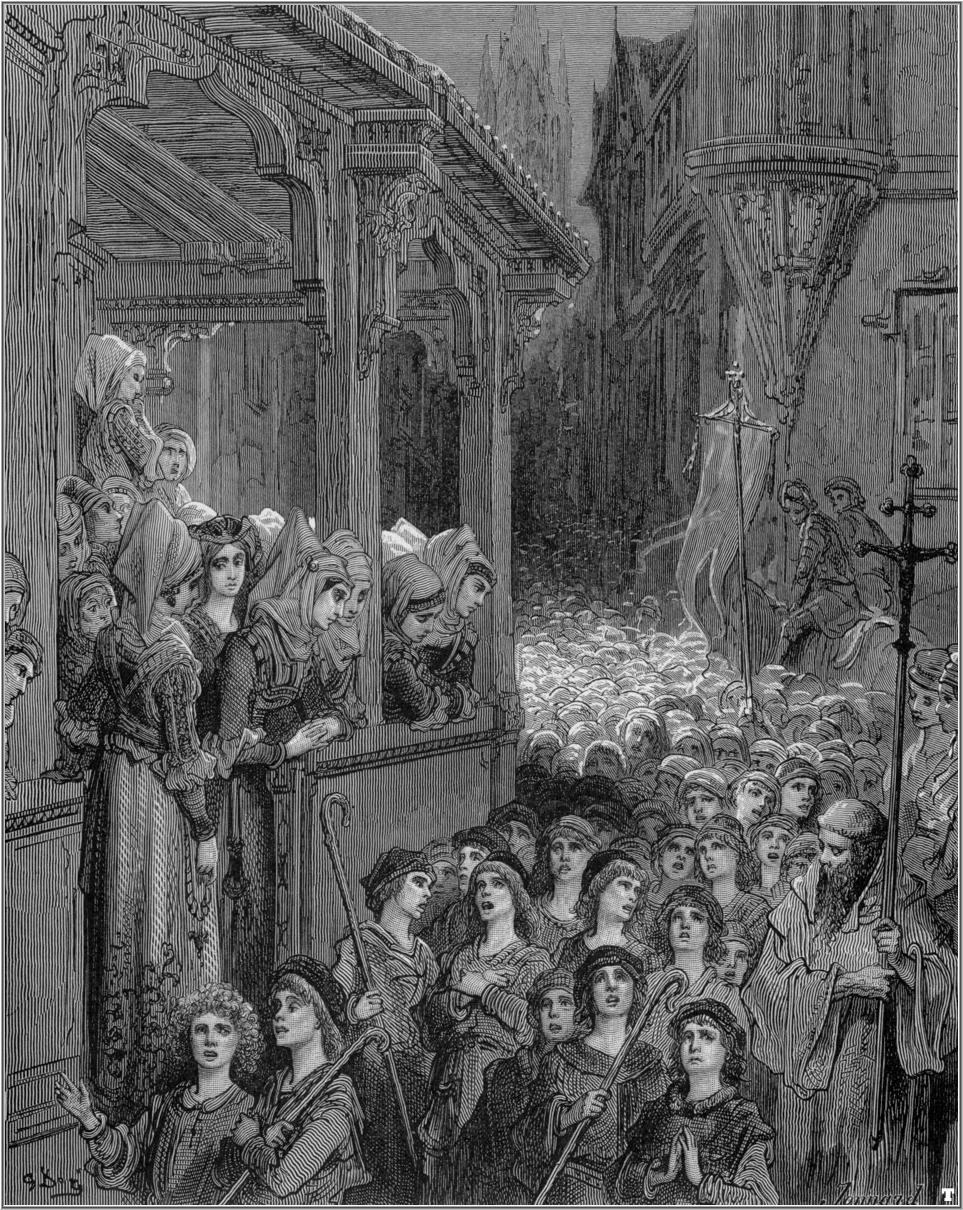
Картина Гюстава Доре

Давні джерела так пишуть про ці походи: у травні 1212 року невідомо відкіля в Парижі, в абатстві святого Діонісія з'явився пастух Етьєн — 12-річний хлопчик.

### Етьєн і його «похід»
Етьєн заявив, що його послав сам Бог для того, щоб він очолив проти «невірних» похід дітей. Йти треба було до Палестини. Хлопчик недовго затримався в Парижі, продовжив свою подорож іншими містами й селами. Етьєн, імовірно, мав дар оратора, тому що полум'яні промови про похід проти мусульман були сприйняті його однолітками дуже добре. Хлопчак збирав юрби людей і запевняв, що тільки дітям дарував Бог право звільнити Єрусалим від «невірних», тому що вони непорочні. Дорослі ж є закоренілими грішниками, і тому Бог від них відступився. Натомість дітям вдасться без будь-якої зброї звільнити священне місто. Бог розсуне Середземне море, щоб хлопчики мали можливість пройти дном, як Мойсей, біблійний герой, і відібрати «Гроб Господній» у невірних. Етьєн стверджував, що до нього приходив сам Ісус і просив його вирушити до Єрусалима для порятунку «Гробу Господнього». Щоб переконати слухачів у правдивості своїх слів, хлопчик показував якусь грамоту. Він стверджував, що це святий лист від Спасителя, що зобов'язує його прийняти на себе всі повноваження проводиря. Етьєн, за свідченням літописів, міг творити всілякі «чудеса». Його руки зціляли калік і всіх хворих, повертали зір сліпим. Завдяки цьому хлопчик набув загальної популярності. Його ім'я стало відомим у Франції. Хлопці будь-якого віку вірили йому беззаперечно, і тому багато хто з них зважився йти в хрестовий похід. Вирішили збиратися в м. Вандомі.

### Причини увірування
Ніхто й ніколи не зможе пояснити чому діти селян, начебто навчені гірким досвідом своїх батьків, так рвалися в хрестовий похід, адже вони знали про те, що нічого доброго з цього не вийде. Можливо, у народі все-таки не згасла віра в Бога, який урятує їх від невдач і пробачить усі гріхи, забезпечивши в такий спосіб місце в раю. Тим більше, що священники всіма силами прагнули змусити людей до цих походів, стверджуючи, що ті роблять богоугодну справу, рятуючи «Святу Труну». Імовірно, що за Етьєном стояли хитрі священники. Вони навчили його творити різні «чудеса», спритно влаштовані ними самими. Дітвора, наслухавшись промов Етьєна, буквально ринулася до пункту збору. Причому «заразилися» хрестоносною «лихоманкою» не тільки хлопці Франції. Чутки дійшли й до дітей Німеччини. Пастух Етьєн зібрав приблизно 30 тисяч дітей. Усі вони рушили вслід за ним, пройшли міста Тур і Ліон, інші містечка. Жили вони за рахунок милостині. Дивно, що папа римський Інокентій III, знаючи про труднощі цього походу, який зібрав під свої прапори дітей, не захотів зупинити його. Навпаки, він постійно докоряв дорослим за те, що ті відмовилися вести богоугодну війну проти іновірців. А малі діти вирішили виконати те, що було призначено дорослим.

### Реальність походу
Дорогою до дітей приєднувалися й дорослі. Але серед них було чимало злочинців, жебраків, які, побачивши, що хлопчикам місцеві жителі дають продукти, відбирали в них усю їхню провізію. З кожним новим містом або селом кількість тих, хто приєднався, збільшувалася. Незабаром хрестоносці досягли міста Марсель. Саме тут Етьєн пророкував «диво». Усі кинулися до пристані, щоб побачити "диво" на власні очі. Однак нічого не відбулося. Море не хотіло розступатися перед величезною юрбою народу. Але й тут з'явилися жадібні торговці, які намагалися нажитися на безпорадних людях. Вони запропонували хрестоносцям безкоштовну переправу на інший берег — усе заради «справи Божої». Діти сіли на сім величезних кораблів, що повинні були доставити їх на протилежний берег, але буря змінила всі плани. Біля берегів Сардинії два кораблі затонули, п'ять інших були переправлені в єгипетські гавані. Дітей продали у рабство.

## Юні хрестоносці Німеччини
Одночасно із французькими хлопчаками хрестові походи привабили й німецьких підлітків. 20 тисяч юних хрестоносців вирушили слідом за 10-літнім Ніколасом.
Батько цього хлопчика, наслухавшись про Етьєна, підмовив і свого сина звернутися до дітей з аналогічними промовами. Хлопці йшли з Кельна на південь, уздовж річки Рейн. Дуже важким був для них перехід через Альпи. Не вистачало ані їжі, ані теплого одягу; діти вмирали від численних хвороб. Внаслідок цього понад дві третини дітей загинуло. Іншим вдалося дістатися до Генуї, італійського містечка. Запідозривши в такій величезній кількості дітей підступ ворогів республіки, правитель міста не дозволив хлопчикам залишатися в місті. Їм вдалося дістатися міста Бриндізі. Тутешні мешканці, вражені жалюгідним виглядом дітей, відправили хлопчиків додому. На жаль, більшість дітлахів загинула на зворотньому шляху.
Судячи з історичних джерел[яких?], ще багато тижнів неприбрані трупи дітей лежали на дорогах Італії й Німеччини. Ті хрестоносці, які залишилися живими, виблагали в Папи римського не наполягати на виконанні ними обітниці хрестового походу. Папа, хоча й погодився, але за умови, що хлопчики продовжать свій хрестовий похід після досягнення ними повноліття.

## Підсумки
Історії про дитячі хрестові походи деколи вважають вигадкою, легендами. Однак багато історичних джерел, літописи[які?] спростовують такі припущення. Дитячі хрестові походи справді були[джерело?]. Хрестові походи дітей стали результатом тяжкого становища простого люду й одночасно в смерті величезної кількості хлопчиків обвинувачують католицьку церкву, що розпалювала в серцях несформованих людей фанатичну пристрасть.